# Hospital General de Vigo
El Hospital General de Vigo (en gallego: Hospital Xeral de Vigo), inaugurado en 1955 como Residencia Sanitaria Almirante Vierna, fue un centro hospitalario de la ciudad de Vigo, el principal de la ciudad hasta la inauguración del Hospital Álvaro Cunqueiro en el año 2015. Estaba integrado en el Complejo Hospitalario Universitario de Vigo dependiente del Servicio Gallego de Salud. El edificio es bien visible sobre la línea de edificios de la ciudad, sobre todo a grandes distancias y desde el mar.
En la actualidad, el inmueble es la actual Ciudad de la Justicia de Vigo tras una rehabilitación reciente por el arquitecto gallego Alfonso Penela hasta mayo de 2022.

## Historia
Se comenzó a construir en 1947, con proyecto del arquitecto Martín José Marcide, para su integración en el Seguro Obligatorio de Enfermedad y se inauguró en 1955 con la presencia de Francisco Franco, con el nombre de Residencia Sanitaria Almirante Vierna, un marino ferrolano.
La torre, de 75 metros constituyó uno de los edificios más altos de Galicia en su tiempo y fue el tercer edificio más alto de España el año de su inauguración. Conocido entre los vigueses como "El Pirulí", ha sufrido numerosas reformas durante décadas que modificaron en gran parte su imagen, por motivo de las necesarias ampliaciones del complejo hospitalario.

## Descripción y estilo
El acceso al edificio original era a través de una gran escalinata, que desapareció en 1982. Responde a una arquitectura con ciertas referencias volumétricas a arquitecturas norteamericanas de comienzos del siglo XX, por lo menos en su origen, e incluso resulta afín al estilo del arquitecto porriñés Antonio Palacios. Su planta original se componía de dos volúmenes, un cuerpo principal, y la torre de 20 plantas, cuya volumetría se escalonaba a los pocos evolucionando de la cruz griega a la cruz latina con la altura. Existe otro volumen bajo ligeramente curvo que conformaba el antiguo acceso desde la amplia escalinata exterior. Los cuerpos bajos de las alas laterales de la torre constituían sendas plazas de un cierto interés urbano.
Las ampliaciones a lo largo de los años afectaron tanto a la torre como al cuerpo bajo, regularizándose la volumetría escalonada de la torre, creándose, de esta manera, un único volumen que simplifica la silueta.
Toda la fachada estaba revestida con un dado vitrificado que presentaba algunos problemas (grietas, desprendimientos, etc.) que fue cubierto, en el año 2000 (trabajos que duraron tres años), con una fachada ventilada ligera compuesta por placas metálicas de cobre averdado, complementado con algunos tableros de madera, que daba aislamiento térmico. Este recubrimiento será eliminado con las obras de rehabilitación, dejando nuevamente el edificio blanco.

## Ciudad de la Justicia
Después de su cierre en el año 2015, la Junta de Galicia anunció un proyecto para rehabilitar el edificio e instalar allí las dependencias judiciales de la ciudad. El proyecto fue diseñado por el arquitecto gallego Alfonso Penela y recibirá el nombre de Ciudad de la Justicia de Vigo (Cidade da Xustiza de Vigo en gallego). Las obras de remodelación comenzaron en 2017 y se prevé que finalicen en 2020.

## Galería de imágenes

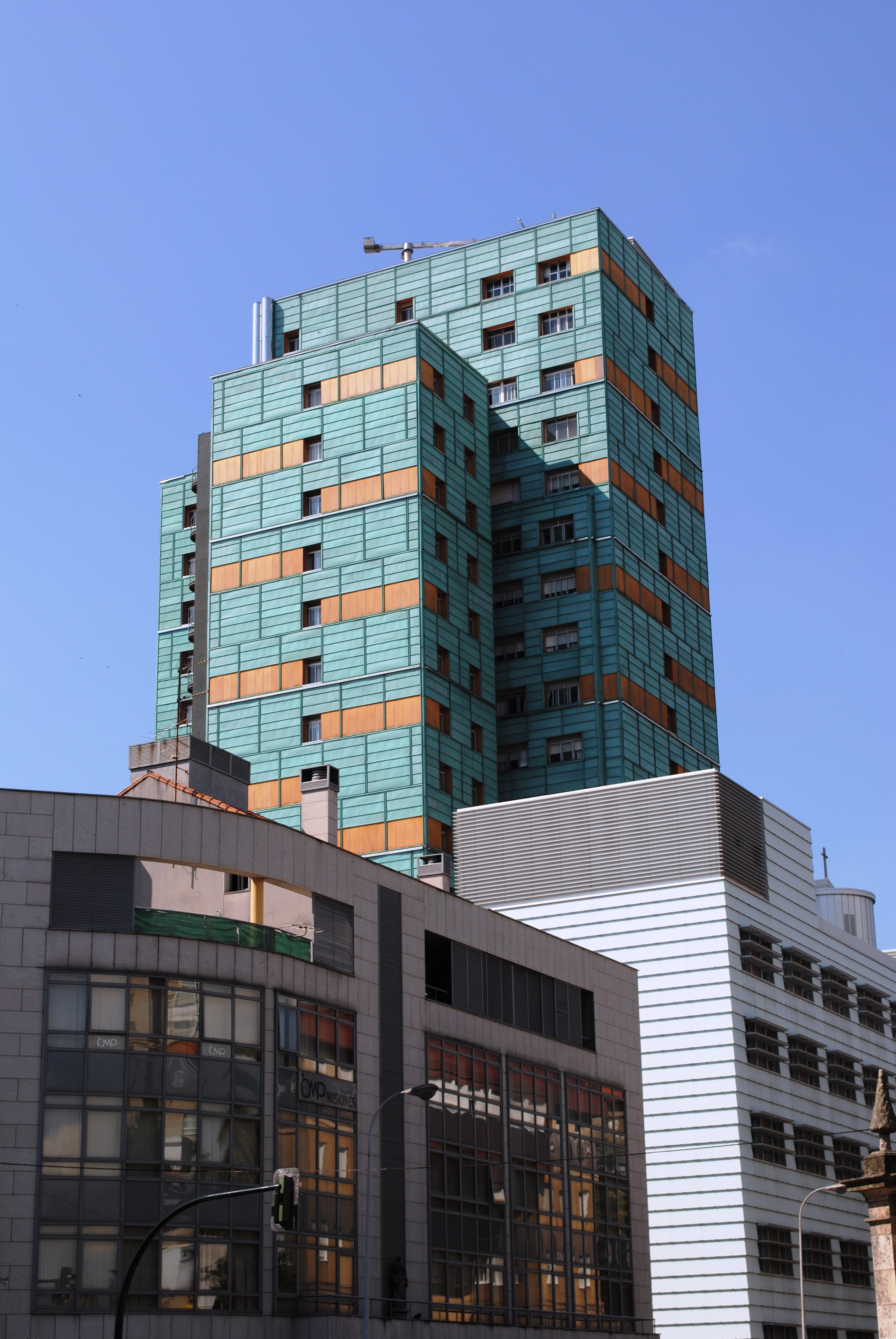
Vista de la torre desde la calle Vázquez Varela.
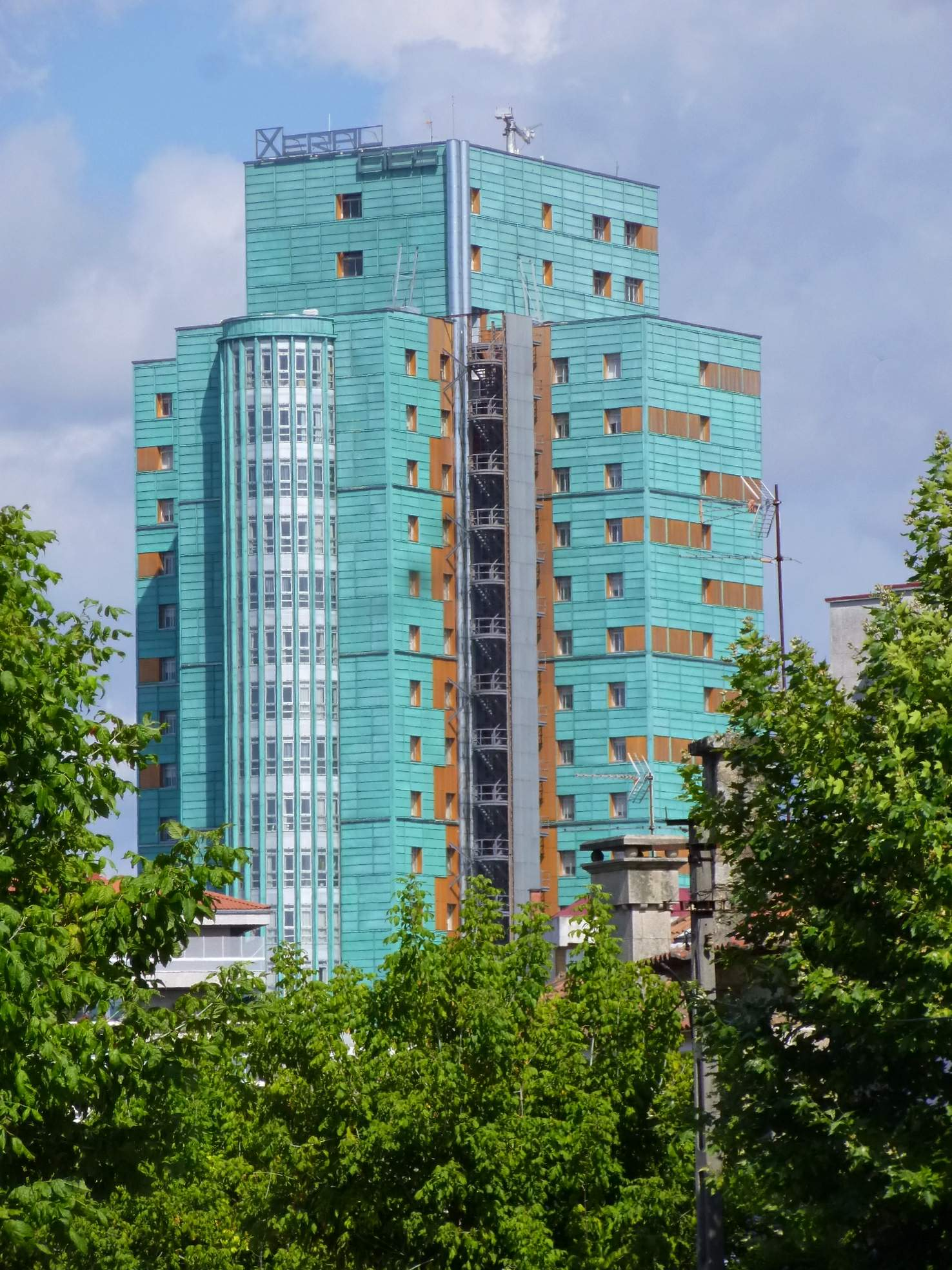
Vista de la torre desde el Monte del Castro.
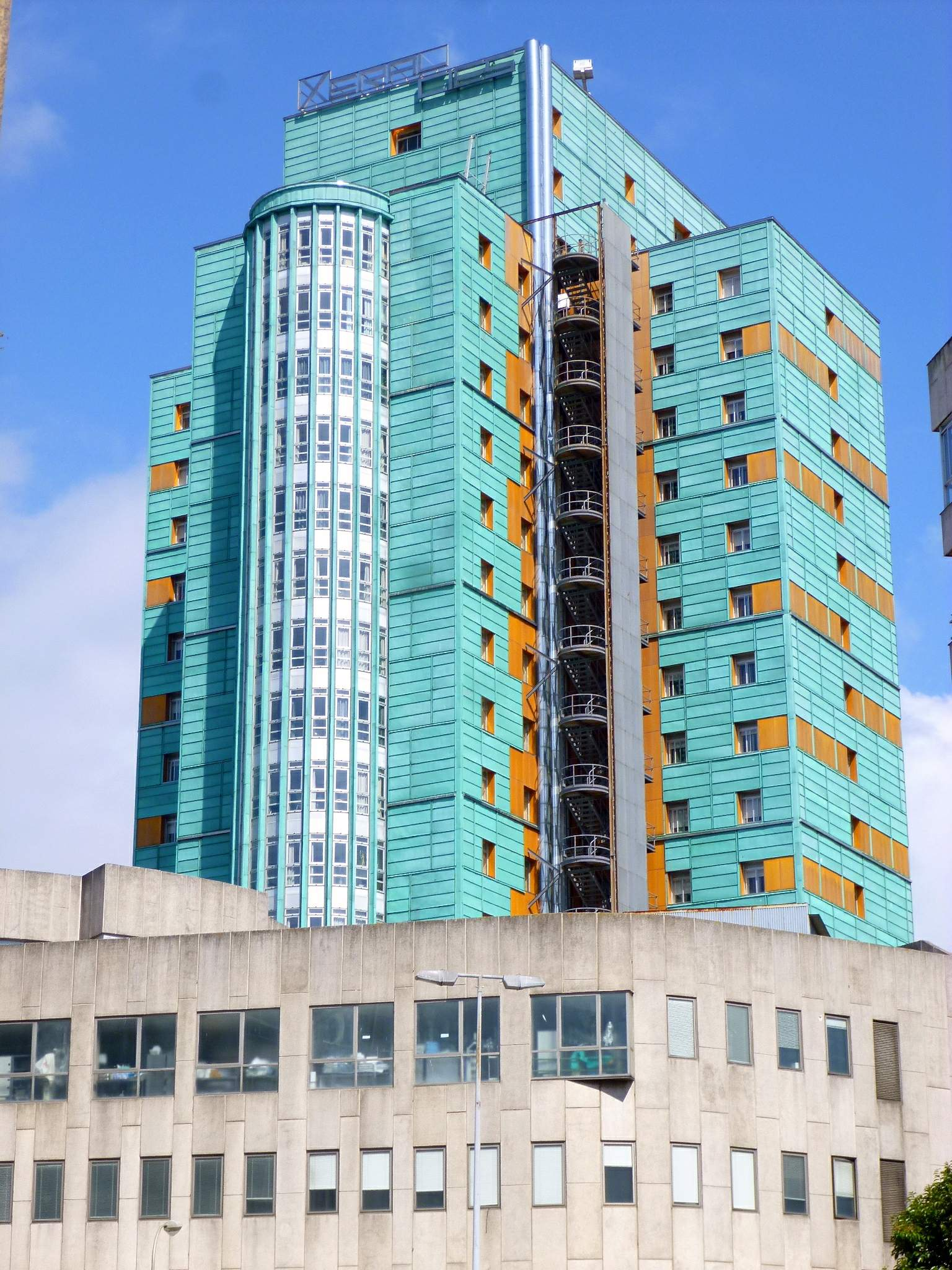
Desde la calle Pizarro.
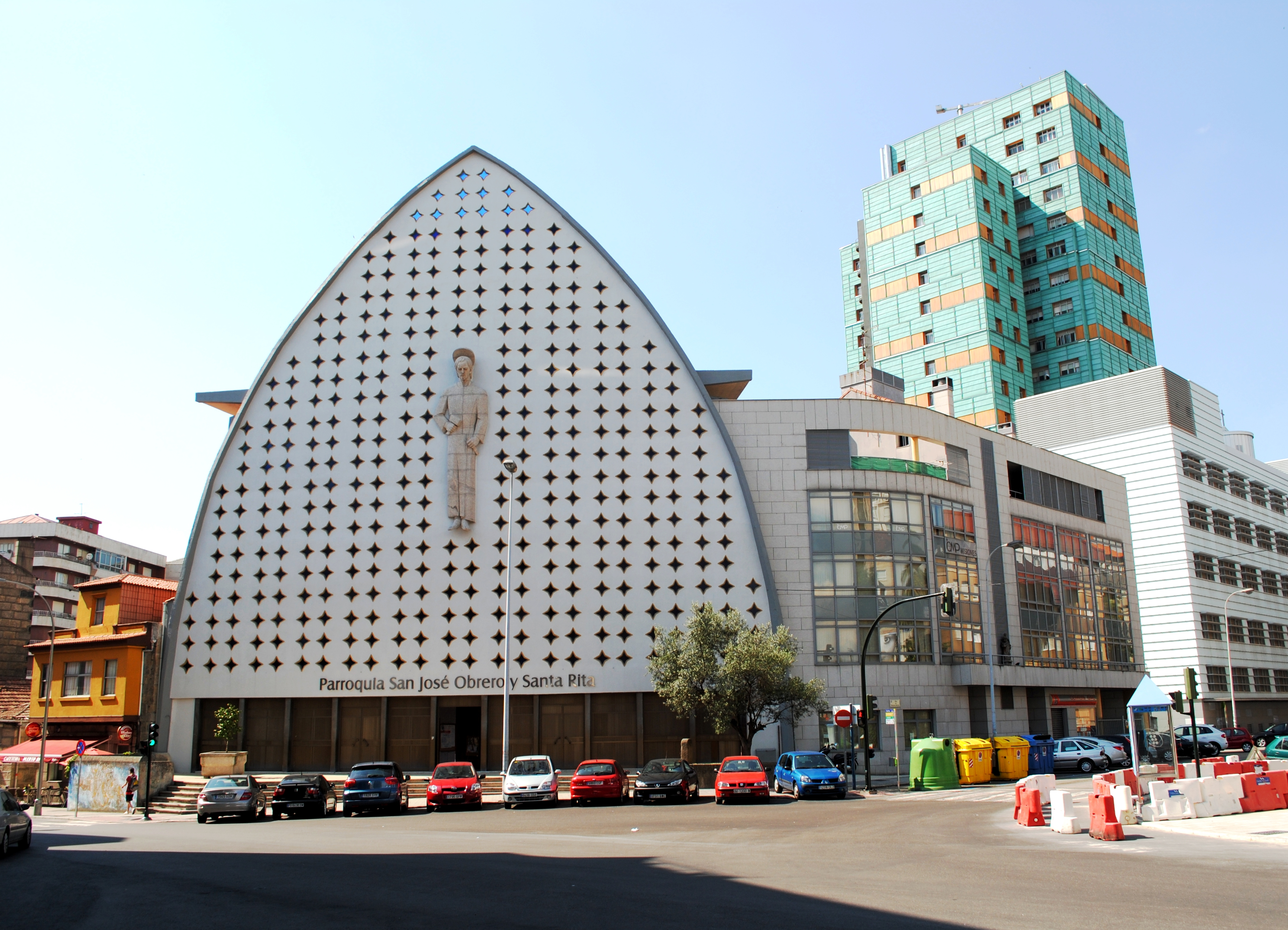
Iglesia de la parroquia de San José Obrero y Santa Rita, con el edificio del hospital al fondo.
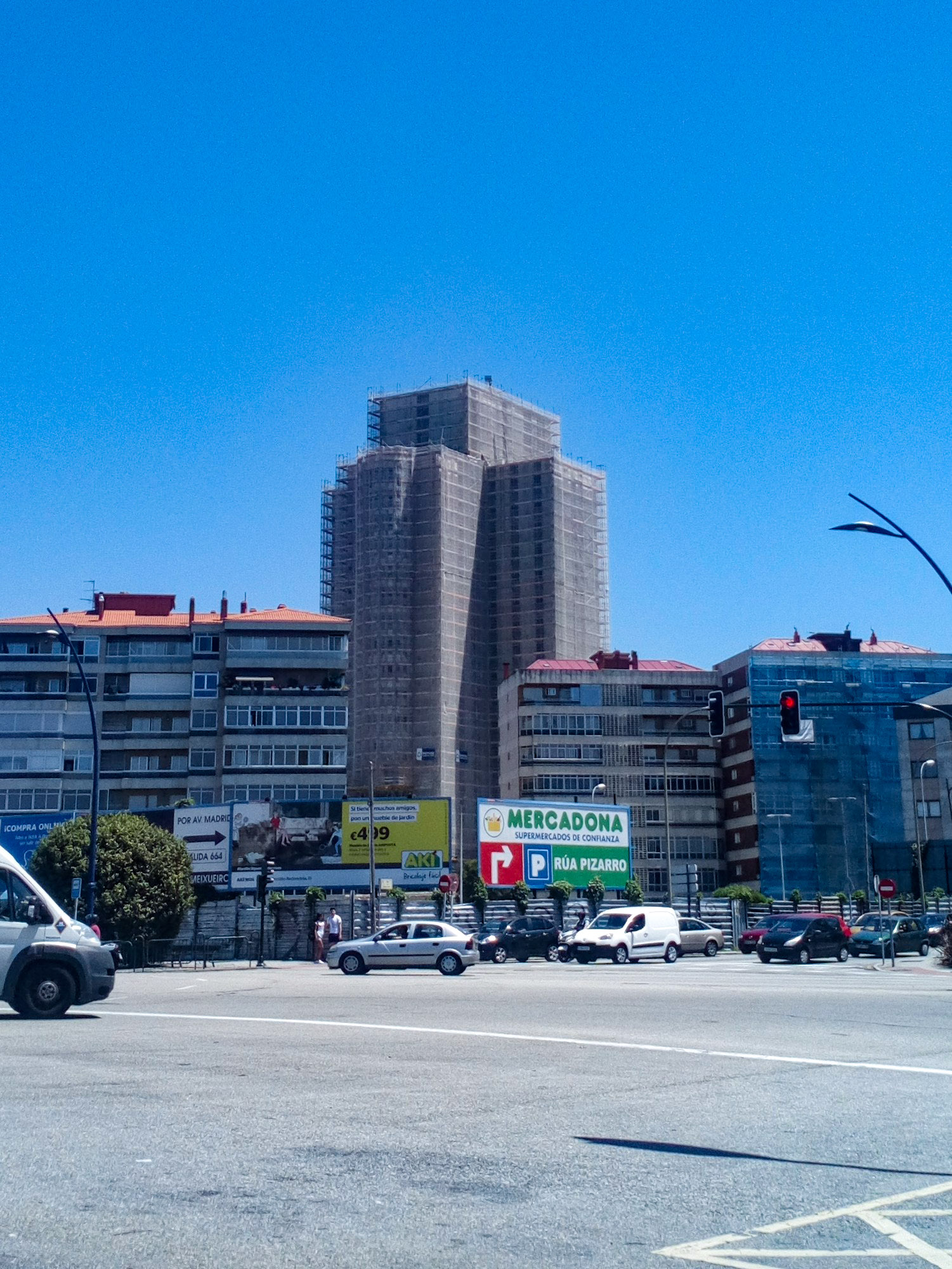
El antiguo edificio del Hospital General siendo reformado para albergar las dependencias judiciales de la ciudad.